# Macronema argentilineatum
Macronema argentilineatum là một loài Trichoptera thuộc họ Hydropsychidae. Chúng phân bố ở vùng Tân nhiệt đới.

## Hình ảnh

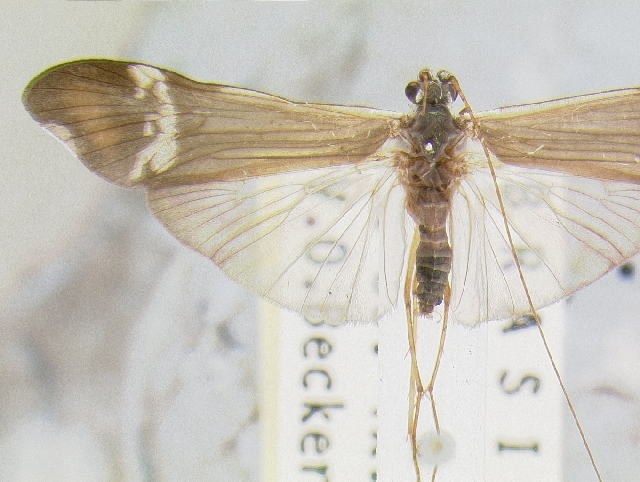